# Фігурне катання на зимових Олімпійських іграх 2010 — кваліфікація
Кваліфікація з фігурного катання на зимових Олімпійських іграх 2010 визначила, скільки спортсменів та з яких країн зможуть взяти участь у змаганнях.
Загалом у олімпійському турнірі з фігурного катання має можливість взяти участь 148 спортсменів: 74 чоловіки та 74 жінок. Кожний Національний Олімпійський комітет вправі виставити не більше 3 спортсменів-одиночників і/або пар у окремих видах програми змагань.

## Квота за дисциплінами
| Дисципліна                | Кількість спортсменів (пар) |
| ------------------------- | --------------------------- |
| Чоловіче одиночне катання | 30                          |
| Жіноче одиночне катання   | 30                          |
| Спортивні пари            | 20                          |
| Танці на льоду            | 24                          |

## Розподіл за країнами
Більшість країн були розподілені згідно з результатам Чемпіонату світу 2009 за наступною схемою:
| Кількість місць на Іграх | Результат на Чемпіонаті світу         | Кількість спортсменів (пар), чиї результати враховуватимуться |
| ------------------------ | ------------------------------------- | ------------------------------------------------------------- |
| 3                        | сума місць менша або дорівнює 13      | 2                                                             |
| 3                        | 1-2                                   | 1                                                             |
| 2                        | сума місць від 14 до 28               | 2                                                             |
| 2                        | 3-10                                  | 1                                                             |
| 1                        | Решта країн, для яких вистачить місць | Решта країн, для яких вистачить місць                         |

При цьому, учасники, які відібралися у довільну програму/довільний танець, але посіли місця нижче 16-го, отримали 16 балів, а ті, що не кваліфікувалися у довільну — 18 балів, а учасники танцювального турніру, що не кваліфікувалися для виконання оригінального танцю, — 20 балів.
У такий спосіб став відомим розподіл за країнами 48 спортсменів у індивідуальних розрядах (по 24 у чоловічому та жіночому, відповідно), 32 у парному (16 пар) та 38 (19 пар) у танцях на льоду. Решта місць розподілялися на турнірі «Nebelhorn Trophy 2009», який відбувся у період 24—26 вересня 2009 року. У боротьбі за путівки враховувалися винятково результати спортсменів тих країн, фігуристи яких не спромоглися кваліфікуватися на Чемпіонаті світу з фігурного катання 2009.

## Країна-господар Ігор
Канада, як країна, що приймає Олімпіаду, мала право виставити по одному місцю в кожній дисципліні в разі, якщо її представники не відібрались би на турнір у відповідних змаганнях. Однак, за результатами Чемпіонату світу 2009 року канадські фігуристи кваліфікувалися для участі в Іграх за всіма чотирма дисциплінами.

## Країни, представники яких кваліфікувалися на Ігри

### З результатами Чемпіонату світу
| Місць | Чоловіки                                       | Жінки                                                                | Пари                         | Танці                                     |
| ----- | ---------------------------------------------- | -------------------------------------------------------------------- | ---------------------------- | ----------------------------------------- |
| 3     | США Японія                                     | Японія                                                               | КНР Росія                    | Росія США                                 |
| 2     | Канада Франція Чехія Італія Казахстан Росія    | Канада Фінляндія Грузія* Швейцарія** Південна Корея Росія США        | Німеччина Україна Канада США | Канада Франція Італія Велика Британія     |
| 1     | Бельгія Швеція Іспанія Словенія Україна Польща | Італія Словаччина Естонія Німеччина Польща Велика Британія Туреччина | Франція Велика Британія      | Ізраїль Литва*** Україна Японія Німеччина |

- * — Грузія відмовилась від одного місця на олімпійському турнірі фігуристок-одиночниць[1].
- ** — Швейцарський НОК встановив для своїх спортсменів свій власний норматив у набраних балах, лише здобувши який вони могли отримати право виступити на Олімпіаді. Відтак, у жіночому одиночному катанні, де Швейцарія за результатами ЧС-2009 з фігурного катання мала два місця, норматив змогла виконати лише Сара Майєр, тому від однієї ліцензії Швейцарія відмовилась.
- *** — У литовського танцювального дуету Кетрін Копели / Дейвидас Стагнюнас виникли проблеми з наданням партнерці литовського громадянства, тому в Олімпіаді пара участі не візьме.

### За результатами Nebelhorn Trophy—2009
| Місць | Чоловіки                                                     | Жінки                                                                 | Пари                            | Танці                             |
| ----- | ------------------------------------------------------------ | --------------------------------------------------------------------- | ------------------------------- | --------------------------------- |
| 1     | Швейцарія Австрія Німеччина Північна Корея Румунія Фінляндія | КНР Угорщина Словенія Австрія Іспанія Бельгія Австралія* Узбекистан** | Швейцарія Естонія Польща Італія | КНР Чехія Угорщина Естонія Грузія |

- * — Грузія відмовилась від однієї путівки у жіночому одиночному катанні, й це місце мала посісти спортсменка Ізраїлю. Проте, згодом, НОК Ізраїлю також відмовився від цієї олімпійської ліцензії у зв'язку з тим, що найсильніша ізраїльська фігуристка Тамар Кац не виконала норму, встановлену ізраїльським НОКом, відтак до складу олімпійської делегації від Ізраїлю включена не була[2]. Наступною резервною була фігуристка Чехії, але чеський НОК також відмовився від ліцензії, і місце Чехії на турнірі посіла спортсменка Австралії[3].
- ** — Місце в жіночому одиночному катанні, від використання якого відмовилась Швейцарія, отримавши його за результатами Чемпіонату світу, відійшло до спортсменки Узбекистану.

### Загалом
| Країна            | Чоловіки | Жінки | Пари | Танці | Загалом |
| ----------------- | -------- | ----- | ---- | ----- | ------- |
| Австрія           | 1        | 1     |      |       | 2       |
| Бельгія           | 1        | 1     |      |       | 2       |
| Велика Британія   |          | 1     | 1    | 2     | 7       |
| Грузія            |          | 1     |      | 1     | 3       |
| Естонія           |          | 1     | 1    | 1     | 5       |
| Ізраїль           |          |       |      | 1     | 2       |
| Іспанія           | 1        | 1     |      |       | 2       |
| Італія            | 2        | 1     | 1    | 2     | 9       |
| Казахстан         | 2        |       |      |       | 2       |
| Канада            | 2        | 2     | 2    | 2     | 12      |
| КНР               |          | 1     | 3    | 1     | 9       |
| Північна Корея    | 1        |       |      |       | 1       |
| Німеччина         | 1        | 1     | 2    | 1     | 8       |
| Південна Корея    |          | 2     |      |       | 2       |
| Польща            | 1        | 1     | 1    |       | 4       |
| Росія             | 2        | 2     | 3    | 3     | 16      |
| Румунія           | 1        |       |      |       | 1       |
| Словаччина        |          | 1     |      |       | 1       |
| Словенія          | 1        | 1     |      |       | 2       |
| США               | 3        | 2     | 2    | 3     | 15      |
| Туреччина         |          | 1     |      |       | 1       |
| Угорщина          |          | 1     |      | 1     | 3       |
| Узбекистан        |          | 1     |      |       | 1       |
| Україна           | 1        |       | 2    | 1     | 7       |
| Фінляндія         | 1        | 2     |      |       | 3       |
| Франція           | 2        |       | 1    | 2     | 8       |
| Чехія             | 2        | 1     |      | 1     | 5       |
| Швейцарія         | 1        | 1     | 1    |       | 4       |
| Швеція            | 1        |       |      |       | 1       |
| Японія            | 3        | 3     |      | 1     | 8       |
| Загалом: 30 країн | 30       | 30    | 40   | 46    | 146     |

## Див. тж.
- Фігурне катання на зимових Олімпійських іграх 2010